# Planja
Planja je 2453 mnm visoka gora v Julijskih Alpah.
Planja leži v Razorjevem južnem grebenu med dvema alpskima dolinama.
Na severni strani je dolina Mlinarice, na južni pa Zadnjice. Ob svojem velikem sosedu Razorju izgleda Planja kot gora drugotnega pomena, vendar pa kljub vsemu izstopa kot mogočna gora. Z vrha, iz katerega pada gladka stena, je lep pogled na Razor.
Kot samostojni cilj Planja nima velikega pomena. Pogosto pa jo obiskujejo mimogrede med pohodom na Razor ali pa med potjo z Vršiča do Pogačnikovega doma na Kriških podih.

## Stene v Planji
V Planji sta dve alpinistični zanimivi steni. Južna in Severna. Južna slovi tudi kot najstrmejša plezalna stena v Sloveniji.
- Južna stena Planje
- Severna stena Planje